# Кастел Ивано
Кастѐл Ива̀но (на италиански: Castel Ivano, на местен диалект: Castel Ivan, Кастел Иван) е община в Северна Италия, автономна провинция Тренто, автономен регион Трентино-Южен Тирол. Административен център на общината е село Стриньо (Strigno), което е разположено на 506 m надморска височина. Населението на общината е 3302 души (към 2018 г.).
Общината е създадена на 1 януари 2016 г. Тя се състои от четири предшествуващи общини - Вила Аниедо, Ивано Фрачена, Спера и Стриньо, които сега са най-важните центрове на общината.